# Ferdinand von Harrach
Ferdinand von Harrach, född 27 februari 1832, död 14 februari 1915, var en tysk greve och målare.

## Biografi
Ferdinand var brorson till Auguste von Harrach.
Harrach målade genrebilder och historiska framställningar i traditionell stil. Han deltog i fransk-tyska kriget och målade därunder och en tid framåt tavlor med motiv från kriget och soldatlivet. Senare övergick han till nytestamentliga framställningar med stark nasarensk påverkan i såväl form som innehåll.